# K-407 Novomoskovsk
Le K-407 puis K-407 Novomoskovsk (en russe : К-407 « Новомоско́вск ») est un sous-marin nucléaire lanceur d'engins du Projet 667BDRM Delfin (code OTAN : classe Delta-IV) de la Flotte du Nord de la Marine soviétique puis de la Marine russe.

## Construction
La construction du K-407 Novomoskovsk débute au chantier naval Sevmash à Severodvinsk par sa mise en cale le 14 juin 1987 ou le 1er novembre 1988.
Il intègre la Marine soviétique le 27 novembre 1990 et, le 29 décembre il est affecté à la 13e division de la 3e flottille de sous-marins de la flotte du Nord, basée dans la baie d'Olenia.
Il est le dernier des sept sous-marins du projet 667BDRM Delfin et le dernier sous-marin produit avant la chute de l'Union soviétique. Cette classe de sous-marins est conçue par le Bureau d'étude Rubin en 1975 et est considérée comme étant l'une des plus abouties.

## Spécifications
Le sous-marin a un déplacement de 11 700 tonnes en surface et de 18 200 tonnes en plongée. Il mesure 167 m de long et 11,7 m de large. Il est propulsé par deux réacteurs nucléaires OК-700A développant une puissance de 180 MW. La profondeur maximale d'immersion du sous-marin est de 400, sa vitesse maximale en surface est de 14 nœuds (26 km/h) et de 24 nœuds (44 km/h) en plongée. Son équipage est composé de 135 officiers et marins. Il dispose d'un système de lancement D-9RM lui permettant de tirer les 16 missiles RSM-54 qu'il embarque ainsi que quatre tubes lance-torpilles de 533 mm et 18 torpilles.
Le missile RSM-54 (3M37, R-29RM, ou SS-N-23 d'après le code OTAN) est un missile balistique à trois étages propulsé au propergol liquide, avec des ogives multiples (il emporte quatre ou dix ogives en fonction des versions). Il a une portée de 8 300 km, une précision de 500 m et une masse au lancement de 40,3 tonnes. Il mesure 14,8 m de long et 1,9 m de diamètre.

## Service

### Opération Behemoth
Le 6 août 1991 à 21 h 9, le Novomoskovsk, sous le commandement du capitaine de 2e rang Sergueï Iegorov, devient le premier sous-marin à tirer en une seule salve l'ensemble des missiles embarqués, en tirant ses 16 missiles balistiques (RSM-54) représentant un poids total de près de 700 sur une durée de 3 minutes et 44 secondes (soit un intervalle de 14 entre chaque tir. Le nom de code de cette opération est « Behemoth-2 ». Le premier et le seizième missile tirés atteignent leur cible dans le polygone de Koura, sur la péninsule du Kamtchatka, les autres s’autodétruisent comme prévu. Behemoth-2 est envisagée comme un entraînement possible dans l'hypothèse d'une guerre nucléaire contre les États-Unis (« Répétition générale avant l'Apocalypse »), elle est destinée à confirmer la possibilité de tirer, en plongée, une attaque rapide et dévastatrice. Politiquement, les sous-marins de missiles balistiques soviétiques démontrent leur utilité au sein de la triade stratégique. Il reçoit le Prix du Commandant-en-Chef pour la préparation missile. La tentative précédente de tirer l'ensemble des missiles en une seule salve (Behemoth) deux ans plus tôt en 1989 s'était soldée par un échec et un missile avait explosé dans son silo, sans faire de victimes. Le test ayant été conduit juste avant le Putsch de Moscou en août 1991, ses résultats sont un temps oubliés et l'équipage ne sera pas honoré par les autorités soviétiques.
Le 20 février 1992, il est réadmis au service actif après une brève IPER. Le 3 juin, le K-407 est reclassé croiseur sous-marin nucléaire stratégique (APKSN) et il est envoyé à l'été en patrouille opérationnelle avec le premier équipage du K-51 Verkhotourié.

### Collision avec l'USSGrayling
Le 19 mars 1993, le Novomoskovsk, sous le commandement du capitaine de 1er rang Andreï Boulgarkov entre en collision avec le sous-marin américain USS Grayling au large de la péninsule de Kola. Le sous-marin américain, qui suivait le sous-marin russe, commet une erreur dans le calcul de sa vitesse rendant la collision inévitable. Les deux sous-marins peuvent regagner leurs ports d'attache par leurs propres moyens et pourront reprendre du service après avoir subi des réparations. L'USS Grayling sera retiré du service quatre ans plus tard, alors que le Novomoskovsk est toujours en service onze ans plus tard.
Le 15 juillet 1996, le K-407, et le K-447, tirent une série de missiles balistiques. L'opération est un succès. Le 4 mai, la ville de  Novomoskovsk (littéralement la « Nouvelle Moscou ») dans l'oblast de Toula prend le sous-marin sous son patronage et, le 19 juin 1997, le K-407 reçoit le nom de Novomoskovsk.
Il est en patrouille opérationnelle avec son premier équipage pendant l'hiver 1997 et le printemps 1998.

### Mise sur orbite de microsatellites et tirs balistiques
Le 7 juillet 1998, le Novomoskovsk tire une fusée Shtil-1 emportant deux microsatellites  scientifiques allemands Tubsat-N et Tubsat-N1 alors qu'il est en plongée en mer de Barents. 

« Ce lancement inhabituel correspondait à l'envoi pour la première fois d'une charge utile commerciale en orbite depuis un sous-marin, et au premier lancement commercial dans l'espace réalisé par la marine russe. »

Les satellites, développés par l'Université technique de Berlin, sont placés en orbite par un missile balistique SS-N-23 de type RSM-54. La Flotte du Nord reçoit 200 000 marks (111 000 US $) pour le lancement.
En 1999, le Novomoskovsk est le premier sous-marin à tirer un missile balistique depuis le pôle Nord géographique.
En 2000, il est affecté à la 31e division de la 3e flottille de flotte du Nord, basée à dans la baie Iagelnaïa. Il aurait embarqué le président Poutine, à l'occasion d'un exercice conduit en mars. Le 7 décembre, il tire en plongée un missile d'exercice R-29RMU depuis la mer de Barents vers le polygone de Koura. Le 16 février 2001, il effectue un nouveau tir en plongée à 55 m de profondeur d'un missile depuis la mer de Barents sur le polygone de Koura.
De janvier à juillet, il est en IPER à Severodvinsk.
Le 17 février 2004, dans le cadre des manœuvres « Sécurité 2004 » (en russe : Bezopasnost 2004), le Novomoskovsk a apparemment tenté de tirer un missile balistique SS-N-23, mais le missile ne parvient pas à sortir de son silo en raison d'une erreur technique non spécifiée. La Marine russe, en contradiction avec des communiqués précédents décrivant le résultat du test, explique qu'aucun tir « physique » n'était prévu : l'exercice consistait en une simulation. Le président de la fédération de Russie Vladimir Poutine se trouvait alors à bord du K-525 Arkhangelsk, un sous-marin de classe Typhoon pour observer l'exercice,.
Le 17 mars 2004, en présence de l'admiral flota Kouroïedov, le Novomoskovsk procède au tir de deux missiles balistiques SS-N-23, qui atteignent leurs cibles dans la péninsule du Kamtchatka.
Comme d'autres bâtiments du projet 667BDRM Delfin de la Flotte du Nord, le K-407 est prévu pour recevoir les successeurs aux missiles balistiques RSM-54. les nouveaux missiles sont en réalité une version modernisée des RSM-54. Ces nouveaux missiles portent la même désignation RSM-54/R-29RM/SS-N-23 à laquelle est accolée Sineva. Les tests du R-29RM Sineva sont achevés en juin 2004. Le Novomoskovsk est le troisième sous-marin du projet 667BDRM Delfin à recevoir les nouveaux missiles (après le K-51 Verkhotourié et le K-84 Iekaterinbourg). Il est entièrement remanié et modernisé en 2006 avant de retourner au service.
En 2006, il est affecté à la 31e division de la 12e escadre de sous-marins de Flotte du Nord, basée à Gadjievo. Au mois de juillet, Leonid Leontiouk le pope de la cathédrale Alexandre-Nevski de Petrozavodsk, à la tête du département diocésain chargé de l'interaction avec les Forces armées et les agences d’État, est inclus à titre temporaire dans les listes d'équipage du K-18 Karelia et du K-407 Novomoskovsk. Pendant le déploiement, le prêtre procède à une cérémonie de consécration des différents compartiments des sous-marins, il rencontre les personnels des sous-marins, mène des discussions sur les bases de la foi et sur la vie spirituelle. Six marins sont baptisés à bord. Le 29 novembre 2006, il arrive au chantier Zvezdochka.

### Modernisation

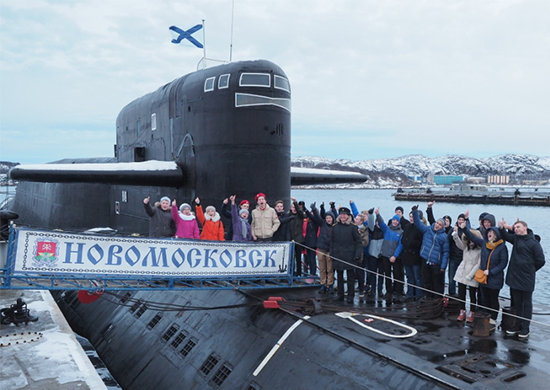
Novomoskovsk et Юнармия

Le 4 avril 2007, le K-407 Novomoskovsk est le dernier de la série à entrer en IPER, il se rend au chantiers navals de Zviozdotchka pour une révision générale et modernisation. Le 8 octobre 2009, sa réadmission au service actif est retardée à 2011. Le 20 mars 2010, sa remise à l'eau est annoncée pour novembre 2010, elle aura finalement lieu le 13 décembre. Le 7 avril 2011, il équipé du système de navigation Shliouz. Le 29 juillet 2012, le carénage est achevé et le bâtiment est remis en service actif.
Le sous-marin est prévu pour rester en service jusqu'en 2020.

## Aujourd'hui
À l'heure actuelle, le K-407 Novomoskovsk a le titre officieux de sous-marin de la Marine russe ayant le plus de tir de missiles balistiques à son actif. Le sous-marin fait actuellement partie de la 31e division sous-marine de croiseur lance-missiles stratégiques de la 12e escadre sous-marine de la Flotte du Nord, avec pour port d'attache la base navale Skalisti, dans la baie d'Olenia. Le commandant du sous-marin, en 2012, est le capitaine Stepan Kelbas.
En tant que membre de l'association des régions et des villes russes, qui parraine les navires et unités de la Flotte du Nord, l'oblast de Toula parraine le K-114 Toula et le K-407 Novomoskovsk et aide à l'éducation et la préparation des jeunes hommes et femmes servant dans les Forces armées de la fédération de Russie. Les citoyens de la ville de Novomoskovsk sont prioritaires pour servir à bord du K-407 Novomoskovsk. L'équipage du sous-marin reçoit régulièrement des produits humanitaires et les autorités de la ville lui rendent visite.

## Dans la culture populaire
En 2007, le maquettiste russe Alanger commercialise un modèle du K-407 Novomoskovsk à l'échelle 1:350.

### Sources et bibliographie
- Iouri Apalkov, Podvodnyye lodki, vol. 1, part 1 RPKSN i mnogotselevyye PL, Saint-Pétersbourg, Galea Print, 2002 ;
- Iouri Apalkov, Podvodnyye lodki, vol. 1, part 2 Mnogotselevyye PL i PL spetsnaznacheniya, Saint-Pétersbourg, Galea Print, 2003 ;
- S.S. Berezhnoï, Atomnyye podvodnyye lodki : VMF SSSR i Rossii, Moscou, Naval Kollektsiya, 2001 ;
- V. Demyanovskiy et al., Podvodnyy shchit SSSR, vol. 1 Atomnyye mnogotselevyye podvodnyye lodki, Rybnisk, Star, 2003 ;
- Jane's Fighting Ships (2004–2005), 591.